# テイクオフ (芸能プロダクション)
株式会社テイクオフ（TakeOFF Inc.）は、東京都港区三田に本社を置く日本の芸能プロダクション。バーニングプロダクションの系列事務所である

## 概要
2010年3月1日、フロム・ファーストプロダクションで宮根誠司のマネージャーを務めた横山武が代表取締役社長
を務める会社として設立（一部報道では設立日を4月1日と報道していたが、誤り）。4月1日より、フロム・ファーストプロダクション大阪支社から移籍した宮根の所属事務所（個人事務所扱いではなかった）として営業開始した。宮根は所属タレント第1号であると同時に、共同出資者の一人として名を連ねている。
設立当初はしばらく所属タレントが宮根のみという状態だったが、2011年より宅間孝行（演出家・俳優、劇団主宰者）など所属タレントを増やしている。

## 所属タレント

### 現在
- 宮根誠司（第1号タレント。2010年4月1日 - ）
- 羽鳥慎一（2011年4月1日 - ）
- 宅間孝行（2011年1月1日 - ）
- ハリー杉山（2013年1月1日 - ）
- 濱田龍臣（フォースプリングスと共同マネジメント、2011年12月 - ）
- 大村奈央
- 真田ナオキ（2019年6月1日 - ）
- 福室莉音
- 片山友希（2022年4月1日 - ）

### 過去
- 勝信（2011年 - 2014年）
- 立花胡桃（2011年1月1日 - 2019年3月31日）
- 森山るり（2019年）
- 田中みな実（2014年 - 2020年8月14日[5]）
- 横山涼 （2022年8月19日 - 2025年8月1日）[6]